# Śluza Nakło Wschód
 Śluza Nakło Wschód – śluza na Kanale Bydgoskim.
Stanowi jedną z budowli hydrotechnicznych Kanału Bydgoskiego, zarządzaną przez Regionalny Zarząd Gospodarki Wodnej w Poznaniu, Zarząd Zlewni Noteci w Bydgoszczy. Jest to śluza nr 8 drogi wodnej Wisła-Odra, która jest elementem międzynarodowej drogi wodnej E-70.

## Lokalizacja
Śluza znajduje się w mieście Nakło nad Notecią.

## Historia
Śluzę wybudowano w latach 1800–1801 w ramach naprawy i rozbudowy Kanału Bydgoskiego. Początkowo miała drewniane ściany i murowane głowy oraz wymiary: 68 x 8,8 m. Długość komory wynosiła 48,9 m, a światło głowy 6,6 m. Budowniczym był Ernst Conrad Peterson, inspektor Kanału Bydgoskiego. W 1807 r. śluzę remontowano, a w 1812 r. jej wrota, jak również pogłębiono Noteć na odcinku od śluzy do Nakła. W latach 1887–1889 obiekt przebudowano do formy kamienno-murowanej. Obecna forma budowli pochodzi z lat 1910–1914, kiedy dokonano przebudowy Kanału Bydgoskiego.
W 2005 r. śluzę Nakło Wschód wraz z obiektami towarzyszącymi wpisano do rejestru zabytków województwa kujawsko-pomorskiego.

## Charakterystyka
Jest to pojedyncza śluza komorowa III klasy o napędzie ręcznym. Konstrukcja obiektu jest betonowa z okładziną ceglaną. Dno i progi są betonowe. Posiada zamknięcia górne w postaci wrót stalowych klapowych oraz dolne wrota wsporne, stalowe dwuskrzydłowe. Napęd śluzy jest elektryczny i awaryjny ręczny. Napełnianie wodą odbywa się poprzez galerie usytuowane w głowach śluzy. Praktyczny czas śluzowania wynosi 25 minut.
Na zamknięciach śluzy znajdują się dwa przejścia technologiczne o szerokości 1,0 m i długości 9,6 m. Kładka na głowie górnej w czasie śluzowana chowa się pod wodę, natomiast kładka na głowie dolnej razem ze skrzydłami wrót rozchyla się na boki.

## Poziomy
Śluza umożliwia podniesienie jednostek o 1,91 m, z 56,52 na 54,61 m n.p.m.